# Dennis Siver
Dennis D. Siver (Omsk, 13 gennaio 1979) è un lottatore di arti marziali miste tedesco.
Combatte nella categoria dei pesi piuma per l'organizzazione UFC è diventato celebre per aver perso contro Conor Mcgregor.
Per i ranking ufficiali dell'UFC è il contendente numero 13 nella divisione dei pesi piuma.

## Carriera nelle arti marziali miste

### Inizi in Europa
Siver nasce nell'allora Unione Sovietica da genitori tedeschi di Russia, e all'età di 17 anni si trasferisce in Germania.
Il suo background di lottatore è composto prevalentemente dalla sua esperienza nella kickboxing, disciplina nella quale Siver è stato campione dilettantistico nazionale WAKO nel 1997.
Ha esordito nel mondo delle arti marziali miste nel 2004 prendendo parte a vari tornei e leghe presenti in Europa.
Nel 2006, con un record personale di 5-1, fa il suo esordio nella federazione britannica Cage Warriors, una delle più prestigiose del vecchio continente, dove Siver combatte quattro incontri, vincendone tre e sconfiggendo il campione Cage Gladiators Jim Wallhead.
In quegli anni ha avuto modo di confrontarsi anche con il connazionale e futuro campione M-1 Global Daniel Weichel venendo sconfitto, e vanta una vittoria per sottomissione anche su Paul Jenkins.

### Ultimate Fighting Championship
A seguito dell'importante vittoria contro Jim Wallhead Siver viene ingaggiato dalla federazione statunitense UFC, al tempo La Mecca delle arti marziali miste e che vantava un'ottima espansione nel Nord Europa; prese parte al campionato dei pesi welter, la sua categoria di peso naturale.
L'esordio avvenne nell'aprile del 2007 in Inghilterra contro il francese Jess Liaudin, il quale sconfisse Siver per sottomissione; subito dopo tale sconfitta Siver prese la decisione di scendere nei pesi leggeri.
Nel successivo incontro Siver ebbe la meglio per KO sul giapponese Naoyuki Kotani combattendo ancora una volta nel Regno Unito.
I successivi due incontri negli Stati Uniti furono un calvario per il lottatore tedesco, in quanto venne sconfitto ai punti da Gray Maynard e per KO da Melvin Guillard, sconfitte che causarono l'allontanamento del lottatore dall'UFC.
Lontano dall'UFC Siver combatté e vinse un solo incontro in patria, in quanto già nel 2009 venne richiamato dalla federazione di proprietà della Zuffa per una seconda possibilità.
Siver si ripresentò in UFC con un record personale di 12-6, e ricominciò con gli incontri in Europa: l'inizio fu eccezionale e Siver ottenne tre vittorie consecutive contro Nate Mohr, Dale Hartt e Paul Kelly; in particolare sconfisse Mohr e Kelly per KO con due ottimi calci rotanti all'indietro.
Nel 2010 tornò a combattere su suolo statunitense, dove però venne sconfitto ai punti da Ross Pearson, britannico vincitore del reality show The Ultimate Fighter.
Siver si riprese subito ed inanellò una serie di quattro vittorie consecutive tra il 2010 ed il 2011, sconfiggendo ai punti Spencer Fisher, sottomettendo Andre Winner e superando George Sotiropoulos e Matt Wiman.
A quel punto nell'ottobre del 2011 Siver ha l'occasione di affrontare un top di categoria come Donald Cerrone: Siver non si dimostrò all'altezza e venne sconfitto per sottomissione nel primo round; a quel punto prese la decisione di scendere di categoria di peso e di lottare nei pesi piuma, categoria al tempo povera di papabili contendenti al titolo detenuto da José Aldo.
Nel 2012, all'esordio nei pesi piuma, il lottatore tedesco riuscì nell'impresa di superare ai punti Diego Nunes, al tempo considerato uno dei primi dieci della categoria: la vittoria lo fece balzare nelle classifiche dei più forti pesi piuma del mondo.
Lo stesso anno avrebbe dovuto affrontare Eddie Yagin, ma a causa di un infortunio venne scelto come avversario Nam Phan: Siver dominò l'incontro dall'inizio alla fine su tutti i fronti, ottenendo una schiacciante vittoria per decisione unanime dei giudici di gara.
Nel 2013 arriva la prima sconfitta nella divisione dei pesi piuma per mano del contendente #5 dei ranking ufficiali UFC Cub Swanson che mette KO Siver nel terzo round dopo aver sofferto il tedesco durante la prima ripresa.
Nel dicembre dello stesso anno Siver torna alla vittoria in un incontro tutt'altro che semplice contro il judoka armeno Manny Gamburyan, un ex contendente al titolo WEC; successivamente all'incontro Siver risultò positivo all'utilizzo di gonadotropina corionica, un ormone vietato da regolamento, e di conseguenza il risultato dell'incontro venne cambiato in "No Contest" e l'atleta venne multato e sospeso per nove mesi.
Tornò a combattere solamente nell'ottobre del 2014 in un evento ospitato a Stoccolma, dove inizialmente avrebbe dovuto affrontare Robert Whiteford ma dopo che quest'ultimo diede forfeit e che il team di Siver rifiutò una sfida contro il finlandese Timo-Juhani Hirvikangas l'UFC trovò nel francese Taylor Lapilus il secondo atleta per l'incontro, ma la federazione svedese si oppose ritenendo la sfida tra i due atleti non equilibrata, e così alla fine venne chiamato in causa Charles Rosa come avversario: Siver si impose con una convincente vittoria.
Nel gennaio del 2015 affronta la star irlandese Conor McGregor perdendo per KO tecnico durante la seconda ripresa. Mentre a maggio viene nuovamente sconfitto per decisione unanime dal giapponese Tatsuya Kawajiri, in un evento organizzato in Germania.
A giugno del 2016 avrebbe dovuto affrontare l'ex campione dei pesi leggeri e welter UFC B.J. Penn, all'evento UFC 199. Tuttavia, Siver venne rimosso dalla card il 10 maggio a causa di un infortunio; al suo posto venne inserito Cole Miller.
Affronterà Penn il 25 giugno 2017 a UFC Fight Night: Chiesa vs. Lee vincendo l'incontro per split decision.

## Risultati nelle arti marziali miste
| Risultato  | Record    | Avversario           | Metodo                             | Evento                                                   | Data              | Round | Tempo | Città                      | Note                                                   |
| ---------- | --------- | -------------------- | ---------------------------------- | -------------------------------------------------------- | ----------------- | ----- | ----- | -------------------------- | ------------------------------------------------------ |
| Vittoria   | 23-11 (1) | B.J. Penn            | Decisione (non unanime)            | UFC Fight Night: Chiesa vs. Lee                          | 25 giugno 2017    | 3     | 5:00  | Oklahoma City, Stati Uniti |                                                        |
| Sconfitta  | 22-11 (1) | Tatsuya Kawajiri     | Decisione (unanime)                | UFC Fight Night: Jędrzejczyk vs. Penne                   | 20 giugno 2015    | 3     | 5:00  | Berlino, Germania          |                                                        |
| Sconfitta  | 22-10 (1) | Conor McGregor       | KO Tecnico (pugni)                 | UFC Fight Night: McGregor vs. Siver                      | 18 gennaio 2015   | 2     | 1:54  | Boston, Stati Uniti        |                                                        |
| Vittoria   | 22-9 (1)  | Charles Rosa         | Decisione (unanime)                | UFC Fight Night: Nelson vs. Story                        | 4 ottobre 2014    | 3     | 5:00  | Stoccolma, Svezia          |                                                        |
| No Contest | 21-9 (1)  | Manny Gamburyan      | No Contest (doping)                | UFC 168: Weidman vs. Silva 2                             | 28 dicembre 2013  | 3     | 5:00  | Las Vegas, Stati Uniti     |                                                        |
| Sconfitta  | 21-9      | Cub Swanson          | KO Tecnico (pugni)                 | UFC 162: Silva vs. Weidman                               | 6 luglio 2013     | 3     | 2:24  | Las Vegas, Stati Uniti     |                                                        |
| Vittoria   | 21-8      | Nam Phan             | Decisione (unanime)                | UFC on Fox: Henderson vs. Diaz                           | 8 dicembre 2012   | 3     | 5:00  | Seattle, Stati Uniti       |                                                        |
| Vittoria   | 20–8      | Diego Nunes          | Decisione (unanime)                | UFC on Fuel TV: Gustafsson vs. Silva                     | 14 aprile 2012    | 3     | 5:00  | Stoccolma, Svezia          | Passa ai Pesi Piuma                                    |
| Sconfitta  | 19–8      | Donald Cerrone       | Sottomissione (rear naked choke)   | UFC 137: Penn vs. Diaz                                   | 29 ottobre 2011   | 1     | 2:22  | Las Vegas, Stati Uniti     |                                                        |
| Vittoria   | 19–7      | Matt Wiman           | Decisione (unanime)                | UFC 132: Cruz vs. Faber                                  | 2 luglio 2011     | 3     | 5:00  | Las Vegas, Stati Uniti     |                                                        |
| Vittoria   | 18–7      | George Sotiropoulos  | Decisione (unanime)                | UFC 127: Penn vs. Fitch                                  | 27 febbraio 2011  | 3     | 5:00  | Sydney, Australia          |                                                        |
| Vittoria   | 17–7      | Andre Winner         | Sottomissione (rear naked choke)   | UFC 122: Marquardt vs. Okami                             | 13 novembre 2010  | 1     | 3:37  | Oberhausen, Germania       |                                                        |
| Vittoria   | 16–7      | Spencer Fisher       | Decisione (unanime)                | The Ultimate Fighter: Team Liddell vs. Team Ortiz Finale | 19 giugno 2010    | 3     | 5:00  | Las Vegas, Stati Uniti     |                                                        |
| Sconfitta  | 15–7      | Ross Pearson         | Decisione (unanime)                | UFC Fight Night: Florian vs. Gomi                        | 31 marzo 2010     | 3     | 5:00  | Charlotte, Stati Uniti     |                                                        |
| Vittoria   | 15–6      | Paul Kelly           | KO Tecnico (calcio girato e pugni) | UFC 105: Couture vs. Vera                                | 14 novembre 2009  | 2     | 2:53  | Manchester, Regno Unito    |                                                        |
| Vittoria   | 14–6      | Dale Hartt           | Sottomissione (rear naked choke)   | UFC 99: The Comeback                                     | 13 giugno 2009    | 1     | 3:23  | Colonia, Germania          |                                                        |
| Vittoria   | 13–6      | Nate Mohr            | KO Tecnico (calcio girato e pugni) | UFC 93: Franklin vs. Henderson                           | 17 gennaio 2009   | 3     | 3:27  | Dublino, Irlanda           |                                                        |
| Vittoria   | 12–6      | Chas Jacquier        | Sottomissione (ghigliottina)       | TFS: Mix Fight Gala VII                                  | 25 ottobre 2008   | 1     | 4:21  | Darmstadt, Germania        |                                                        |
| Sconfitta  | 11–6      | Melvin Guillard      | KO (pugni)                         | UFC 86: Jackson vs. Griffin                              | 5 luglio 2008     | 1     | 0:36  | Las Vegas, Stati Uniti     |                                                        |
| Sconfitta  | 11–5      | Gray Maynard         | Decisione (unanime)                | UFC Fight Night: Swick vs Burkman                        | 23 gennaio 2008   | 3     | 5:00  | Las Vegas, Stati Uniti     |                                                        |
| Vittoria   | 11–4      | Naoyuki Kotani       | KO (pugno)                         | UFC 75: Champion vs. Champion                            | 8 settembre 2007  | 2     | 2:04  | Londra, Regno Unito        | Passa ai Pesi Leggeri                                  |
| Sconfitta  | 10–4      | Jess Liaudin         | Sottomissione (armbar)             | UFC 70: Nations Collide                                  | 21 aprile 2007    | 1     | 1:21  | Manchester, Regno Unito    | Debutto in UFC                                         |
| Vittoria   | 10–3      | Jim Wallhead         | Sottomissione (armbar)             | CWFC: Enter The Rough House                              | 9 dicembre 2006   | 2     | 3:31  | Nottingham, Regno Unito    |                                                        |
| Vittoria   | 9–3       | Said Khalilov        | Decisione (non unanime)            | WFC 2: Evolution                                         | 30 settembre 2006 | 3     | 5:00  | Capodistria, Slovenia      |                                                        |
| Vittoria   | 8–3       | Paul Jenkins         | Sottomissione (heel hook)          | WFC: Europe vs. Brazil                                   | 20 maggio 2006    | 2     | 3:42  | Capodistria, Slovenia      |                                                        |
| Sconfitta  | 7–3       | Daniel Weichel       | Sottomissione (rear naked choke)   | TFS: Mix Fight Gala III                                  | 6 maggio 2006     | 1     | -     | Darmstadt, Germania        |                                                        |
| Sconfitta  | 7–2       | Árni Ísaksson        | Sottomissione (armbar)             | CWFC: Enter the Wolfslair                                | 5 marzo 2006      | 2     | 4:23  | Liverpool, Regno Unito     | Torneo dei Pesi Welter Cage Warriors, Finale           |
| Vittoria   | 7–1       | Adrian Degórski      | Sottomissione (armbar)             | CWFC: Enter the Wolfslair                                | 5 marzo 2006      | 2     | 1:59  | Liverpool, Regno Unito     | Torneo dei Pesi Welter Cage Warriors, Semifinale       |
| Vittoria   | 6–1       | Jonas Ericsson       | KO Tecnico (pugni)                 | CWFC: Enter the Wolfslair                                | 5 marzo 2006      | 1     | 0:35  | Liverpool, Regno Unito     | Torneo dei Pesi Welter Cage Warriors, Quarti di finale |
| Sconfitta  | 5–1       | Fabricio Nascimento  | Sottomissione (kimura)             | EVT 5: Phoenix                                           | 8 ottobre 2005    | 1     | 0:47  | Svezia                     |                                                        |
| Vittoria   | 5–0       | Maciej Luczak        | Sottomissione (colpi)              | OC: Masters Fight Night 2                                | 26 marzo 2005     | 2     | -     | Germania                   |                                                        |
| Vittoria   | 4–0       | Dylan van Kooten     | Sottomissione (strangolamento)     | BFS: Mix Fight Gala 4                                    | 6 marzo 2005      | 1     | -     | Düsseldorf, Germania       |                                                        |
| Vittoria   | 3–0       | Kenneth Rosfort-Nees | KO Tecnico (ferita)                | EVT 4: Gladiators                                        | 26 settembre 2004 | 1     | 5:00  | Stoccolma, Svezia          |                                                        |
| Vittoria   | 2–0       | Mohamed Omar         | Decisione (unanime)                | Kombat Komplett                                          | 7 agosto 2004     | 3     | 5:00  | Treviri, Germania          |                                                        |
| Vittoria   | 1–0       | Kordian Szukała      | Sottomissione (colpi)              | Outsider Cup 2                                           | 28 febbraio 2004  | 1     | 0:17  | Lübbecke, Germania         |                                                        |